# Mayman-Nunatak
Der Mayman-Nunatak ist ein niedriger, aus nordöstlicher Blickrichtung kuppelförmiger Nunatak im ostantarktischen Mac-Robertson-Land. In den Prince Charles Mountains ragt er 10 km südwestlich der Taylor-Plattform auf.
Luftaufnahmen der Australian National Antarctic Research Expeditions aus den Jahren 1956 und 1960 dienten seiner Kartierung. Das Antarctic Names Committee of Australia benannte ihn Kenneth J. Mayman, Arzt auf der Davis-Station im Jahr 1964.